# Ivar Efraim Åkerhielm
Ivar Efraim Åkerhielm, född 22 september 1862 i Höjdebråten, Nysunds socken, Örebro län, död 1925 i Chicago, var en svensk-amerikansk dekorationsmålare.
Han var son till fanjunkaren Carl Eberhard Åkerhielm och Christina Lovisa Eriksson och fån 1895 gift med Gerrina Björnsson samt bror till Axel Birger Åkerhielm. Han utvandrade tidigt till Amerika där han var verksam som dekorationsmålare.